# Sąchocin
Sąchocin – wieś sołecka w Polsce położona w województwie mazowieckim, w powiecie mińskim, w gminie Dobre.
W latach 1975–1998 miejscowość administracyjnie należała do województwa siedleckiego.
Wierni Kościoła rzymskokatolickiego należą do parafii św. Jana Chrzciciela w Pniewniku.

## Urodzeni
- Jan Lewandowski, ps. „Jeleń” – polski przedsiębiorca, działacz niepodległościowy i społeczny, polityk, senator II RP, pułkownik Wojska Polskiego, pierwszy komendant Oficerskiej Szkoły Czołgów w Chełmie (1944–1945).